# 26183 Henrigodard
26183 Henrigodard è un asteroide della fascia principale. Scoperto nel 1996, presenta un'orbita caratterizzata da un semiasse maggiore pari a 2,8535582 UA e da un'eccentricità di 0,0828251, inclinata di 2,69576° rispetto all'eclittica.